# Hubert Girault
Hubert Girault (Saint-Maur-des-Fossés, 13 febbraio 1957) è un chimico svizzero.
Professore all'École Polytechnique Fédérale de Lausanne, dirige il Laboratoire d'électrochimie Physique et Analytique, specializzato in elettrochimica delle soft interface, Lab-on-a-Chip, chimica bio-analitica e spettrometria di massa, artificiale water splitting, riduzione di CO2, e redox flow battery.

## Carriera accademica
Hubert Girault ha conseguito il diploma in ingegneria chimica all’Insituto di tecnologia di Grenoble nel 1979. Tre anni dopo, nel 1982, ha completato il dottorato di ricerca con una tesi dal titolo "Studi dell’interfaccia attraverso tecniche di elaborazione delle immagini di gocce", presso l’Università di Southampton, in Inghilterra. Dal 1982 al 1985, ha lavorato come ricercatore post-dottorato all’Università di Southampton, prima di diventare docente di chimica fisica all’Università di Edimburgo. Nel 1992, è diventato professore di chimica fisica all’École Polytechnique Fédérale de Lausanne (EPFL), dove continua a insegnare tutt’oggi. È fondatore e direttore del laboratorio di fisica elettrochimica e analitica. Nei periodi 1995-1997 e 2004-2008 ha presieduto il Dipartimento di Chimica, ora chiamato Istituto di Ingegneria Chimica e Scienza (ISIC). Inoltre è stato il responsabile della didattica nella commissione responsabile della chimica e l'educazione di ingegneria chimica al Politecnico di Losanna, ora chiamata Sezione di Chimica e Ingegneria Chimica, per il periodo 1997-1999 e 2001-2004.
Nel periodo 1999-2000, Hubert Girault è stato direttore del programma di dottorato in chimica presso l'EPFL. Durante il periodo 2011-2014, è stato preside della laurea triennale e specialistica all’École Polytechnique Fédérale de Lausanne dove ha supervisionato una riforma globale dell’insegnamento, con la definizione di nuovi piani di studio a partire dal settembre 2013 (Ref). Questi cambiamenti includevano un nuovo programma di studi al primo anno con due terzi di corsi comuni per tutte le sezioni scientifiche e ingegneristiche e di un nuovo programma di studi triennali integrando lezioni, esercitazioni e laboratori pratici. Inoltre è stato coinvolto in una profonda revisione dei programmi di specializzazione con l'introduzione di MOOCs per corsi specifici. Come preside, ha introdotto misure volte a migliorare il controllo sulla qualità dell'istruzione, in particolare attraverso la creazione di una commissione accademica responsabile di controlli annuali per tutti i programmi. Inoltre presiede i diversi comitati di ammissione a livello di laurea triennale e specialistica.
Durante la sua carriera è stato supervisore di più di 60 dottorandi (di cui 10 ancora in corso) e ha istruito molti post-dottorandi. Venticinque ex-dottorandi e post-dottorandi sono attualmente professori in Canada, Cina, Danimarca, Francia, Giappone, Corea, Singapore, Inghilterra e Stati Uniti d'America. L’insegnamento ha svolto un ruolo preponderante nelle sue attività e le sue lezioni sono state la base nella scrittura del suo libro di testo intitolato: “Electrochimie Physique et Analytique” (correntemente in terza edizione) e tradotto in inglese “Analytical and Physical Electrochemistry”.
Il professor Hubert Girault ha sempre avuto un forte interesse in pubblicazioni scientifiche. Tra il 1996 e il 2001 è stato editore associato della rivista “Giornale di Chimica Elettroanalitica” Journal of Electroanalytical Chemistry, la quale al tempo era considerata una delle maggiori riviste nel campo dell’elettrochimica. Hubert Girault è anche vice-presidente del Press Polytechniques et Universitaires Romandes. Egli ha preso parte in diversi comitati editoriali e correntemente fa parte dell’Associazione Editori della Royal Society of Chemistry. Il professor Hubert Girault è stato presidente della divisione di Elettrochimica all’EUCHEMS (2008-2010) ed è stato anche presidente del convegno annuale della Società Internazionale di Elettrochimica International Society of Electrochemistry a Losanna nel 2014.

## Imprese commerciali
Il professor Hubert Girault è stato il fondatore di tre compagnie:
- Dydropp (1982, scioltasi nel 1996) attiva nella produzione di unità video di digitalizzazione per le misure di tensione superficiale.
- Ecosse Sensors (1990, ora parte di Inverness Medical Technologies, USA attiva nella produzione di elettrodi di carbonio laser foto-ablati per il riconoscimento di metalli pesanti).
- DiagnoSwiss (1999 attualmente attiva nella produzione sistemi immunologici veloci).

## Riconoscimenti
Hubert Girault è autore di oltre 500 pubblicazioni scientifiche, con più di 15.000 citazioni, con un h-index di 63. 
Inoltre è autore di un libro di testo intitolato "Électrochimie: Physique et Analytique", pubblicato in inglese come "Analytical and Physical Electrochemistry ". Professor Girault detiene più di 17 brevetti. In aggiunta alla cattedra di professore all’EPFL, è anche professore presso il Centro di Ingegneria di ricerca di innovativi strumenti scientifici, Ministero della Pubblica Istruzione della Cina università di Fudan, Shanghai. Ha inoltre lavorato come professore invitato presso l’ENS Cachan (Parigi, Francia), l’Università di Fudan (Cina), l’Università di Kyoto (Giappone), l’Università di Pechino (Cina), e l'Università di Xiamen (Cina).
Premi:
- 2006: Medaglia Faraday (RSC) dalla Royal Society of Chemistry
- 2007: Membro della International Society of Electrochemistry
- 2009: Membro della Royal Society of Chemistry
- 2015: Reilley Award dalla American Society of Electroanalytical Chemistry